# René Doumic
René Doumic, nacido el 6 de marzo de 1860 en París 2.º y muerto el 2 de diciembre de 1937 en París 7.º, fue un hombre de letras, periodista y crítico literario francés. Fue miembro de la Academia Francesa, ocupando el asiento número 26.

## Datos biográficos
René Doumic hizo sus estudios en el liceo Condorcet. Ingresó en 1879 a la Escuela normal superior, donde fue condiscípulo de Bergson y Jaurès. Fue profesor de retórica en el colegio Stanislas de París de 1883 a 1897. Colaboró a la Revista de los dos Mundos, que dirigió de 1915 a 1937, así como en numerosos periódicos, como, El Monitor Periódico de los debates y la Revista azul. Su postura política fue la denominada derecha patriota. En literatura se pronunció como un conformista y moralista : condenado las obras de Baudelaire, Verlaine o Zola. En 1909, fue elegido miembro de la Academia francesa, siendo electo su secretario perpetuo en 1923.
Fue nombrado comendador de la Legión de Honor. Fue hermano de Max Doumic, arquitecto fallecido durante la Primera Guerra Mundial.

## Obra
- Elementos de historia literaria, 1888.
- Retratados de escritores : Alejandro Dumas hilos, Émile Augier, Victorien Sardou, Octave Folio, Edmond y Jules de Goncourt, Émile Zola, Alphonse Daudet, 1892.
- De Scribe a Ibsen, 1893.
- Escritores de hoy : Paul Bourget, Guy de Maupassant, Pierre Loti, Jules Lemaître, Ferdinand Brunetière, Émile Faguet, Ernest Lavisse, 1894.
- Estudios sobre la literatura francesa, 5 vuelos., 1896-1905.
- Las Jóvenes, estudios y retratos, 1896.
- Pruebas sobre el teatro contemporáneo, 1897.
- Hombres e Ideas del siglo XIX, 1903.
- George Sand, diez conferencias sobre su vida y su œuvre, 1909.
- Lamartine, 1912.
- Santo-Simon, Francia de Louis XIV, 1919.